# Суперлига Русије у кошарци
Суперлига Русије у кошарци (рус. Баскетбольная Суперлига), је други ранг кошаркашких такмичења у Русији. Лига је од оснивања 1992. па све до 2010. била највиши ранг у Русији, али је 2010. то место преузела новоформирана Професионална кошаркашка лига Русије (ПБЛ). ПБЛ лига је угашена 2013. и од тада је највиши ранг за руске клубове ВТБ јунајтед лига.

## Шампиони Суперлиге (први ранг) (1992–2010)
- 1991/92. ЦСКА Москва
- 1992/93. ЦСКА Москва
- 1993/94. ЦСКА Москва
- 1994/95. ЦСКА Москва
- 1995/96. ЦСКА Москва
- 1996/97. ЦСКА Москва
- 1997/98. ЦСКА Москва
- 1998/99. ЦСКА Москва
- 1999/00. ЦСКА Москва
- 2000/01. Урал Грејт
- 2001/02. Урал Грејт
- 2002/03. ЦСКА Москва
- 2003/04. ЦСКА Москва
- 2004/05. ЦСКА Москва
- 2005/06. ЦСКА Москва
- 2006/07. ЦСКА Москва
- 2007/08. ЦСКА Москва
- 2008/09. ЦСКА Москва
- 2009/10. ЦСКА Москва

## Шампиони Суперлиге (други ранг) (2010–)
- 2010/11. Спартак Приморје
- 2011/12. Урал Јекатеринбург
- 2012/13. Урал Јекатеринбург
- 2013/14. Автодор Саратов
- 2014/15. Новосибирск